# Lista över Navarras monarker

Vapensköld för kungarna av Navarra från huset Champagne.

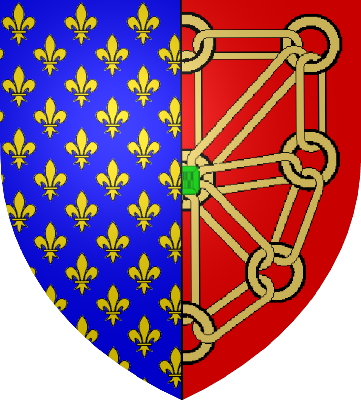
Vapensköld för kungarna av Navarra och för kungarna av Frankrike under 1300-talet.

Vapensköld för kungarna av Navarra från huset Évreux.

Vapensköld för Johan II, kung av Navarra och Aragonien.

Vapensköld för kungarna av Navarra från huset Grailly-Foix-Béarn.

Vapensköld för kungarna av Navarra från huset Albret.

Vapensköld för Antoine och Henri de Bourbon.

Vapensköld för kungarna av Navarra

Lista över Navarras monarker

## Huset Íñiguez824?–905)
- 824?–851/852 Íñigo Arista

- 851/852–882 García Íñiguez, son till Íñigo Arista.

- 882–905 Fortún Garcés, son till García Íñiguez.

## Huset Jiménez(905–1234)
- 905–925 Sancho I Garcés, son till García II Jiménez. Hans hustru Toda var barnbarn till kung Fortún Garcés

- 925–931 Jimeno II Garcés, var bror och medregent till Sancho I.

- 925–970 García III Sánchez. Son till Sancho I.

- 970–994 Sancho II Garcés Abarca, var också greve av Aragonien.

- 994–1000 García IV.

- 1000–1035 Sancho III den store, var också greve av Castile och erövrare av kungarriket León.

- 1035–1054 García V Sánchez av Nájera.

- 1054–1076 Sancho IV av Peñalén.

- 1076–1094 Sancho V Ramírez, son till García Vs bror, kung Ramiro I av Aragonien. Han var också kung av Aragonien från 1063.

- 1094–1104 Peter I

- 1104–1134 Alfonso I

- 1134–1150 García VI Ramírez, hans morfar var García V.

- 1150–1194 Sancho VI den vise

- 1194–1234 Sancho VII den starke

## Huset Champagne(1234–1284)
- 1234–1253 Thibaut I trubaduren, barnbarn till Sancho VI.

- 1253–1270 Theobald II

- 1270–1274 Henrik I den fete

- 1274–1305 Johanna I gift med Filip I (1284–1305).

## Huset Capet(1284–1349)
- 1284–1305 Filip I ( Johanna I).

- 1305–1316 Ludvig I

- 1316 Johan I

- 1316–1322 Filip II den långe

- 1322–1328 Karl I

- 1328–1349 Johanna II Med sin make Filip III (1328–1343), som också var greve av Évreux.

## Huset Évreux(1328–1441)
- 1328–1343 Filip III (med Johanna II).

- 1349–1387 Karl II

- 1387–1425 Karl III

- 1425–1441 Blanka I och hennes make Johan II den store (1425–1479), han var också kung av Aragonien.

## Huset Trastámara(1425–1479)
- 1425–1479 Johan II den store, (till 1441 med Blanka I)

- 1441–1446 Karl IV av Viana, prins av Viana.

- 1479–1479 Eleonora (även Johan II:s regent 1455–1479)

## Huset Foix(1479–1518)
- 1479–1483 Francis Phoebus. Greve av Foix och barnbarn till Eleonora.

- 1483–1518 Katarina och hennes make Johan III (1484–1516.)

## Huset Albret(1518–1572)
- 1484–1516 Johan III (med Katarina).

År 1512 blev Johan III besegrad och förlorade södra Navarra till Ferdinand II av Aragonien.
De följande monarkerna regerade bara över Navarras nordliga områden
- 1516–1555 Henrik II

- 1555–1572 Johanna III d'Albret med hennes make Anton av Bourbon (1555–1562), hertig av Vendôme.

## Huset Bourbon(1572–1620)
- 1572–1610 Henrik III, var också kung av Frankrike.

- 1610–1620 Ludvig II var också kung av Frankrike.

Henrik III av Navarra blev Henrik IV av Frankrike. 1620 blev Navarra införlivat med Frankrike och de franska kungarna fortsatte att kalla sig för "kung av Navarra" ända tills 1791.
Den södra delen av Navarra införlivades med Spanien. Den spanska kungen Felipe har som en av sina titlar kung av Navarra.